# Franco Sportelli
Franco Sportelli (Napoli, 27 novembre 1908 – Torino, 10 dicembre 1970) è stato un attore italiano.

## Biografia
Appartenente ad un'importante famiglia teatrale, esordì giovanissimo in teatro in ruoli comici.
In seguito venne scritturato da Eduardo De Filippo. Per il cinema italiano, a partire dagli anni cinquanta, partecipò a diversi film, in ruoli spesso da caratterista. Memorabile il suo personaggio del cameriere Vincenzo, nella commedia Miseria e nobiltà (1954) di Mario Mattoli, assieme a Totò e l'infido Enobarbo, traditore di Marco Antonio (interpretato da Totò) in Totò e Cleopatra.
Lavorò con registi del calibro di Giorgio Strehler, Giuseppe Patroni Griffi e Nanni Loy.

## Prosa teatrale
- Storia di Pablo di Sergio Velitti, regia di Virginio Puecher, Piccolo Teatro di Milano, 20 marzo 1961.
- Napoli notte e giorno, regia di Giuseppe Patroni Griff due atti unici di Raffaele Viviani: "Tuledo 'e notte" e "La musica dei ciechi" (1967)

## Rivista teatrale
- Mettiamo l'occhio al buco di Fausto Pantosti, regia e musiche dell'autore, 1946.

## Filmografia
- Arrivano i nostri, regia di Mario Mattoli (1951)
- Assi alla ribalta, regia di Ferdinando Baldi e Giorgio Cristallini (1954)
- Miseria e nobiltà, regia di Mario Mattoli (1954)
- Ci sposeremo a Capri, regia di Siro Marcellini (1956)
- Io, mammeta e tu, regia di Carlo Ludovico Bragaglia (1958)
- Anonima cocottes, regia di Camillo Mastrocinque (1960)
- Mariti in pericolo, regia di Mauro Morassi (1960)
- Pelle viva, regia di Giuseppe Fina (1962)
- I giorni contati, regia di Elio Petri (1962)
- Le quattro giornate di Napoli, regia di Nanni Loy (1962)
- Il giorno più corto, regia di Sergio Corbucci (1963)
- Totò e Cleopatra, regia di Fernando Cerchio (1963)
- Caccia alla volpe, regia di Vittorio De Sica (1966)
- La cintura di castità, regia di Pasquale Festa Campanile (1967)

## Prosa televisiva Rai
- La zia di Carlo di Brandon Thomas, regia di Claudio Fino, trasmessa il 28 settembre 1956.
- Un figlio a pusticcio di Eduardo Scarpetta, regia di Mario Mangini e di Pietro Turchetti, trasmessa il 7 luglio 1959 sul Programma Nazionale
- La ricetta miracolosa, regia di Alessandro Brissoni, trasmessa l'8 ottobre 1961.
- I protagonisti - Quattro storie per un attore 1961
- Il viaggio del signor Perrichon di Eugène Labiche, regia di Alessandro Brissoni, trasmessa il 21 gennaio 1963.
- Un ultimo sacrificio, regia di Alessandro Brissoni, trasmessa il 21 giugno 1963.
- I burosauri di Silvano Ambrogi, regia di Ruggero Jacobbi, trasmessa il 17 giugno 1964.
- Lo scapolo, regia di Flaminio Bollini, trasmesso sul Secondo programma il 18 novembre 1964
- La statua incantata 1965
- Scaramouche 1965
- Boris Godunov, regia di Giuliana Berlinguer, trasmessa nel 1966.
- La giacca stregata, da Dino Buzzati, regia di Massimo Franciosa, trasmessa nel 1969
- Nero Wolfe – serie TV - Per la fama di Cesare, regia di Giuliana Berlinguer trasmessa il 21 e 28 marzo 1969
- Una serata fuori, dall'omonima commedia di Harold Pinter, regia di Edmo Fenoglio, trasmessa il 6 maggio 1969.
- Il segreto di Luca, regia di Ottavio Spadaro, trasmessa il 11 maggio 1969.
- Il giardino dei ciliegi di Anton Čechov, regia di Mario Ferrero, trasmessa nel 1969.
- Il cappello del prete di Emilio De Marchi, regia di Sandro Bolchi, trasmessa nel 1970.